# لوک والتون
لوک والتون (انگلیسی: Luke Walton؛ زادهٔ ۲۸ مارس ۱۹۸۰) یک بازیکن سابق و مربی بسکتبال اهل ایالات متحده آمریکا است. از باشگاه‌هایی که در آن بازی کرده‌است می‌توان به کلیولند کاوالیرز و لس آنجلس لیکرز اشاره کرد.